# Heterocampa hugoi
Heterocampa hugoi är en fjärilsart som beskrevs av Ralph L. Chermock 1940. Heterocampa hugoi ingår i släktet Heterocampa och familjen tandspinnare. Inga underarter finns listade i Catalogue of Life.

## Bildgalleri

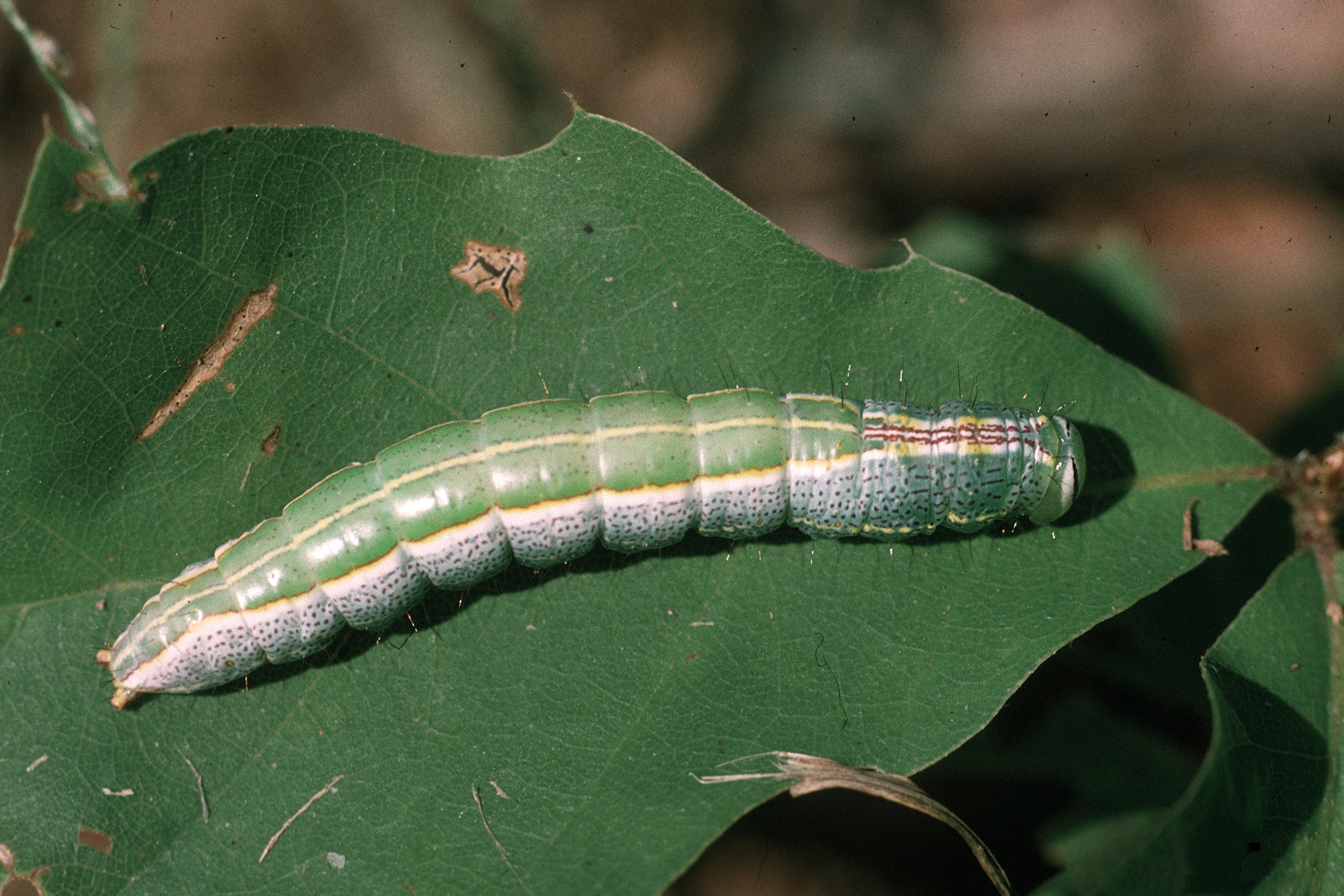
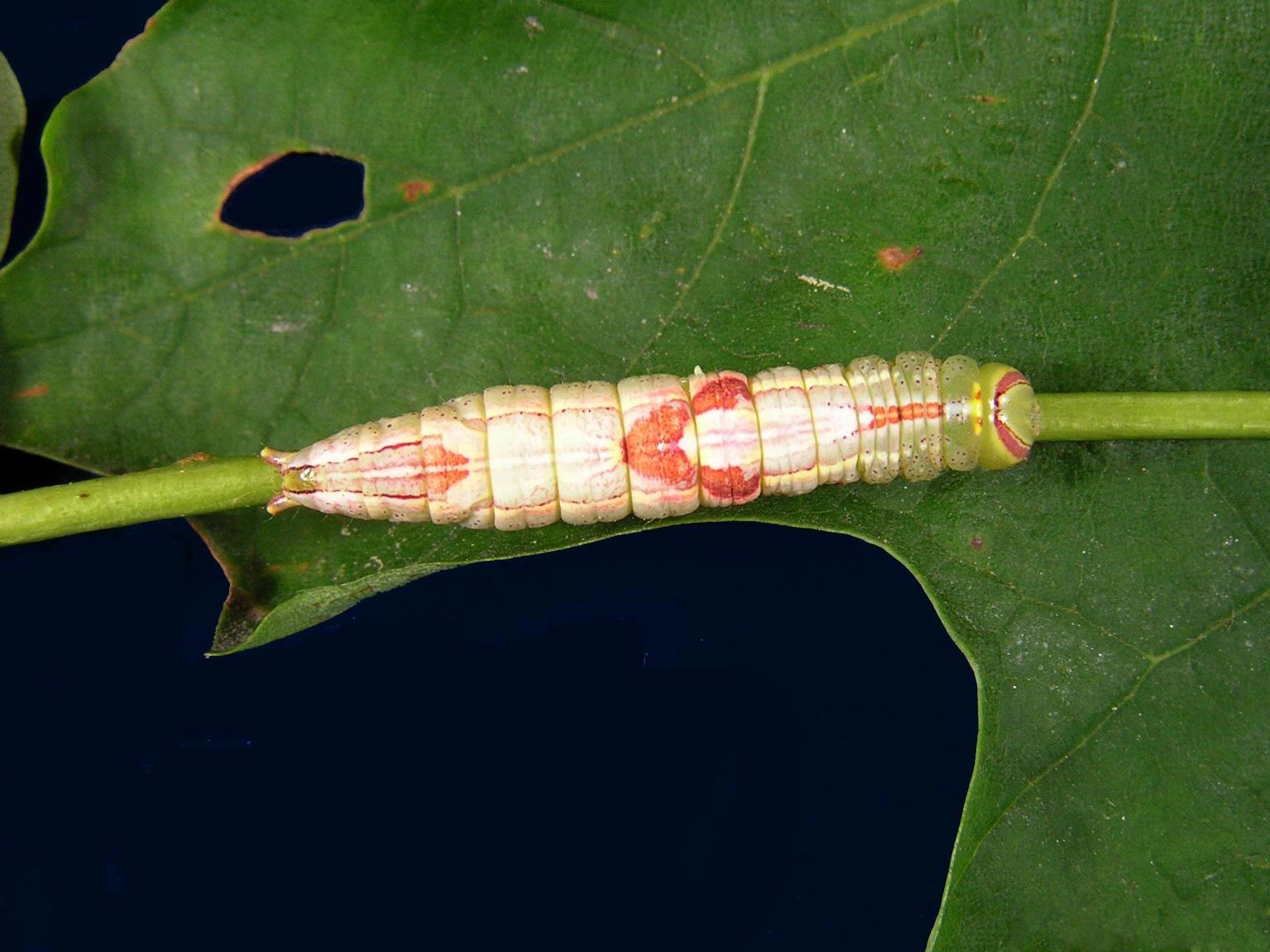